# Premio Giuseppe Berto
El premio Giuseppe Berto es un premio literario italiano. Está considerado como el más prestigioso reconocimiento nacional para una opera prima narrativa.

## Historia
El premio Giuseppe Berto fue fundado en 1988 en la localidad de Mogliano Veneto (Italia), ciudad natal de Giuseppe Berto. Los promotores fueron un grupo de amigos y admiradores del autor e intelectual italiano. Entre ellos figuraban Giancarlo Vigorelli, Michel David, Cesare De Michelis, Dante Troisi y Gaetano Tumiati. Troisi y Tumiati fueron, entre otras cosas, compañeros de prisión de Giuseppe Berto en el campo de concentración de Hereford, en Texas).
Berto, autor de grandes éxitos, fue durante mucho tiempo un autor ignorado por la crítica oficial, generalmente, por una obra poco convencional. El mismo Berto sabía bien de los obstáculos que la obra de un autor novel encuentra en el mundo de la edición, y siempre estuvo interesado en colaborar para que jóvenes escritores con talento pudieran publicar su obra. El propósito de este premio es recompensar a los autores que en su primera novela muestran elementos de absoluta originalidad de la forma y pureza en la inspiración.
El Premio se ha fallado en 22 ediciones, alternativamente entre las localidades de Mogliano Veneto, ciudad natal de Berto, y Ricadi, ciudad que el autor había elegido como morada y donde reposa en su cementerio. En 2011, el premio tuvo un parón, a causa de dificultades económicas, y fue sustituido por una asignación en forma de bolsa de estudio destinada a estudiantes y autores de tesis de licenciatura sobre literatura italiana, y editado por las universidades de Padua y de Cosenza. En 2015, por voluntad de la Asociación Cultural Giuseppe Berto, el premio volvió a dotarse, alternando las ciudades de Ricadi y Mogliano Veneto.
El prestigio del premio Giuseppe Berto se debe fundamentalmente a la calidad de su jurado, siempre constituido por personalidades representativas de la escena cultural italiana. Por ejemplo, han formado parte del jurado, entre otros: Giancarlo Vigorelli, Michel David, Cesare De Michelis, Dante Troisi, Gaetano Tumiati, Michele Prisco, Luigi Lombardos Satriani, David Maria Turoldo, Máximo Finos, Michele Mari, Giorgio Pullini, Luca Doninelli, Vito Teti, Sandro Onofri, Paolo Maurensig, Nico Orengo, Natalia Aspesi, Corrado Augias, Laura Faranda, Folco Quilici, Marcello Staglieno, Giuseppe Lobo, Andrea Cortellessa, Antonio De Orrico y Alessandro Zaccuri.

## Ganadores
| Año  | Ganador                         | Título                              | Editorial           |
| ---- | ------------------------------- | ----------------------------------- | ------------------- |
| 1988 | Paola Capriolo                  | La grande Eulalia                   | Feltrinelli         |
| 1989 | Michele Mari                    | Di bestia in Bestia                 | Longanesi           |
| 1990 | Luca Doninelli                  | I due fratelli                      | Rizzoli             |
| 1991 | Sandro Onofri                   | Luce del nord                       | Theoria             |
| 1992 | Maurizio Salabelle              | Un assistente inaffidabile          | Bollati Boringhieri |
| 1993 | Paolo Maurensig                 | La variante di Lüneburg             | Adelphi             |
| 1994 | Desierto                        |                                     |                     |
| 1995 | Edoardo Angelino                | L’inverno dei Mongoli               | Einaudi             |
| 1996 | Maria Luisa Magagnoli           | Un caffè molto dolce                | Bollati Boringhieri |
| 1997 | Francesco Piccolo               | Storie di primogeniti e figli unici | Einaudi             |
| 1998 | Helena Janeczek                 | Lezioni di Tenebra                  | Mondadori           |
| 1999 | Elena Stancanelli               | Benzina                             | Einaudi             |
| 2000 | Evelina Santangelo              | L’occhio cieco del mondo            | Einaudi             |
| 2001 | Giuseppe Lupo                   | L’americano di Celenne              | Marsilio            |
| 2002 | Giorgio Todde                   | Lo stato delle anime                | Il Maestrale        |
| 2003 | Oliviero La Stella              | Lo spiaggiatore                     | Fazi                |
| 2004 | Antonia Arslan                  | La masseria delle allodole          | Rizzoli             |
| 2005 | Umberto Contarello              | Una questione di cuore              | Feltrinelli         |
| 2006 | Hamid Ziarati                   | Salam, maman                        | Einaudi             |
| 2007 | Francesco Pecoraro              | Dove credi di andare                | Mondadori           |
| 2008 | Vincenzo Latronico              | Ginnastica e rivoluzione            | Bompiani            |
| 2009 | Cynthia Collu                   | Una bambina sbagliata               | Mondadori           |
| 2010 | Roan Johnson                    | Prove di felicità a Roma Est        | Einaudi             |
| 2011 | No convocado                    |                                     |                     |
| 2012 | No convocado                    |                                     |                     |
| 2013 | No convocado                    |                                     |                     |
| 2014 | No convocado                    |                                     |                     |
| 2015 | Francesco Paolo Maria Di Salvia | La circostanza                      | Marsilio            |
| 2016 | Sergio Baratto                  | La steppa                           | Mondadori           |
| 2017 | Giulia Caminito                 | La grande A                         | Giunti              |
| 2018 | Francesco Targhetta             | Le vite potenziali                  | Mondadori           |
| 2019 | Alessio Forgione                | Napoli mon amour                    | NN Editore          |